# ساري بخش
ساري بخش (بالفارسية: ساری‌بخش) هي قرية تقع في غلستان في إيران. يقدر عدد سكانها بـ 1,536 نسمة .